# Хейз, Тиффани
Тиффани Киара Хейз (англ. Tiffany Kiara Hayes; род. 20 сентября 1989 года, Форт-Полк-Саут, штат Луизиана, США) — американская и азербайджанская профессиональная баскетболистка, которая выступает за национальную женскую сборную Азербайджана по баскетболу 3x3 и в женской национальной баскетбольной ассоциации за команду «Голден Стэйт Валкириз». Была выбрана на драфте ВНБА 2012 года во втором раунде под 14-м номером командой «Атланта Дрим». Играет на позиции атакующего защитника.

## Ранние годы
Тиффани родилась 20 сентября 1989 года в городе Форт-Полк-Саут (штат Луизиана) в семье Ренарда и Дороти Хейз, у неё есть два брата, Джеррон и Донтей, и сестра, Латиша. Выросла же она в городе Уинтер-Хейвен (штат Флорида), где училась в одноимённой средней школе, в которой выступала за местную баскетбольную команду.

## Профессиональная карьера
Провела 11 сезонов в Женской национальной баскетбольной ассоциации.
Выступает в чемпионате Китая по баскетболу.
С 2015 года выступает за сборную Азербайджана, гражданство которой получила в этом же году.
В 2015 году на Ⅰ европейских играх дошла до четверть-финала.
Победитель V Игр исламской солидарности.
В апреле 2024 года одержав победу в квалификационном турнире к Олимпийским играм 2024 в Гонконге, завоевала олимпийскую лицензию.